# Батлье-и-Каррео, Хосеп
Хосеп Батлье-и-Каррео́ (исп. Josep Batlle i Carreó; 25 мая 1773 — 21 декабря 1854) — испанский предприниматель, уругвайский хронист. Основатель одной из политических династий Уругвая.

## Биография
Родился в 1773 году в Сиджесе. В конце XVIII века торговал в Средиземноморье и Мексике. С 1800 года осел в Монтевидео, где в пригороде Ла-Агада построил мельницу и, используя собственные торговые суда, занялся торговлей с Буэнос-Айресом и Испанией.
Когда в вице-королевстве Рио-де-ла-Плата в 1810 году произошла Майская революция, он присоединился к Роте каталонских добровольцев, оборонявших Монтевидео при поддержке метрополии. В 1815 году был вынужден эмигрировать в Рио-де-Жанейро, в 1820 году переехал в Барселону.
Впоследствии вернулся в Монтевидео и стал автором мемуаров, являющихся хроникой того времени.

## Известные потомки
- Лоренсо Батлье-и-Грау (1810—1887) — сын, уругвайский министр армии и флота, президент Уругвая в 1868—1872 годах.
- Хосе Батлье-и-Ордоньес (1856—1929) — внук (сын Лоренсо Батлье-и-Грау), уругвайский журналист и политик, президент Уругвая в 1903—1907 и 1911—1915 годах, основатель политической доктрины, внесённой в Конституцию Уругвая.
- Луис Батлье Беррес (1897—1964) — правнук (племянник Хосе Батлье-и-Ордоньеса), уругвайский журналист и политик, президент Уругвая в 1947—1951 и 1955—1956 годах.
- Хорхе Батлье Ибаньес (1927—2016) — праправнук (сын Луиса Батлье Берреса), президент Уругвая в 2000—2005 годах.